# Église San Marziale de Venise
Pour les articles homonymes, voir église Saint-Martial.
L'église San Marziale ou Marciliano (en vénitien San Marzilian) est une église catholique de Venise, en Italie, située dans le sestiere de Cannaregio, le long du rio de la Misericordia.

## Historique
Cette église a été consacrée à Saint Martial, évêque de Limoges. Le premier bâtiment date du IXe siècle, mais il est restauré par la famille Bocchi dès le XIIe siècle. L’édifice actuel date du XVIIe siècle et a été inauguré le 28 septembre 1721 par le patriarche Pietro Barbarico.

## Description
- L’extérieur : les murs sont simplement crépis et sans décoration, y compris pour la façade qui est strictement dépouillée de tout ornement. La façade nord est bordée par le rio de la Misericordia, la façade sud donne Campo San Marziale, l’abside est enserrée par des constructions profanes. Le clocher de type clocher-mur présente un petit retour sur la façade du rio de la Misericordia qui solidifie l’ensemble. La lumière entre par plusieurs fenêtres thermales percées sur chaque côté.
- L'intérieur : contrastant avec l'austérité de l'extérieur, l'intérieur est richement décoré en style baroque. L’unique nef est décorée d’un plafond enluminée de peintures en caisson dorés dont  l'œuvre centrale : Padre eterno con angeli in gloria de Sebastiano Ricci exécutées  autour de 1700. L'autel, au fond du chœur, est dominé par un groupe de marbre : le Christ sur le monde entouré d’anges et de saints. L’orgue du XVIIIe surmonte l’ensemble. Parmi les tableaux le plus remarquable est San Marziale in gloria fra i Santi Pietro e Paolo, de Jacopo Tintoretto, 1548-1549; Dans la sacristie  Angelo Raffaele e Tobia du Titien peint en 1530.

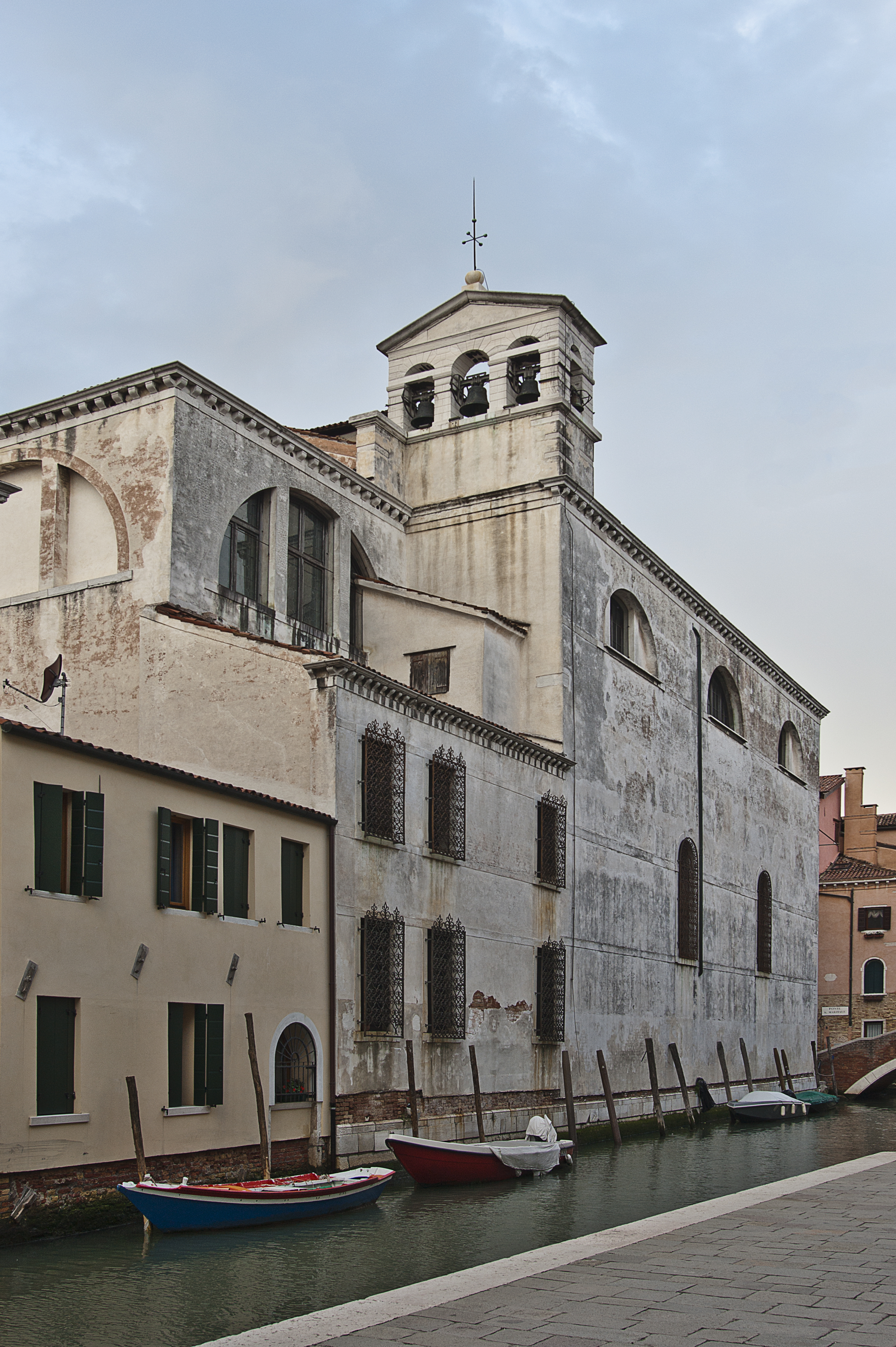
L'église vue du Fondamente de la Misericordia
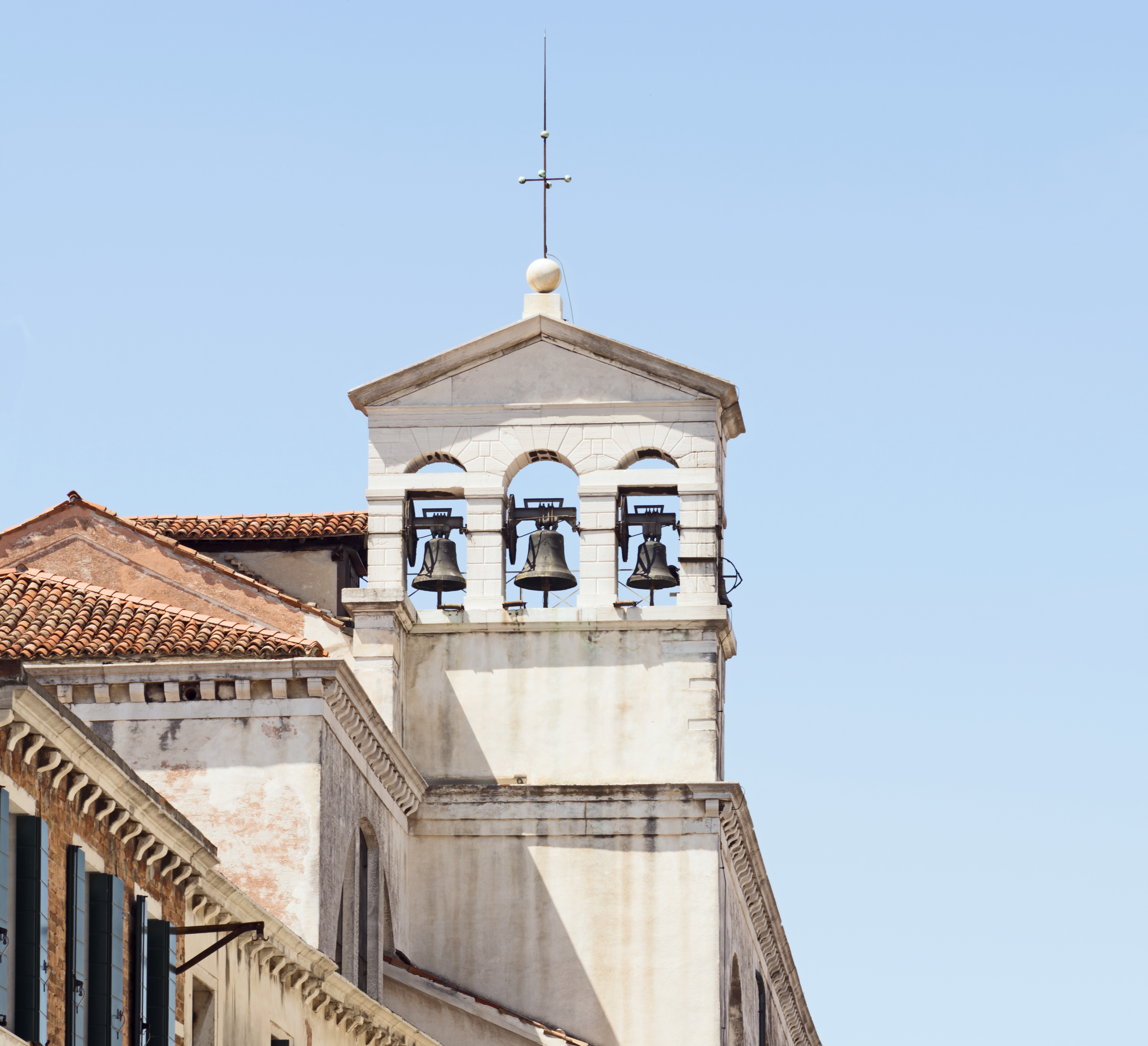
Clocher mur
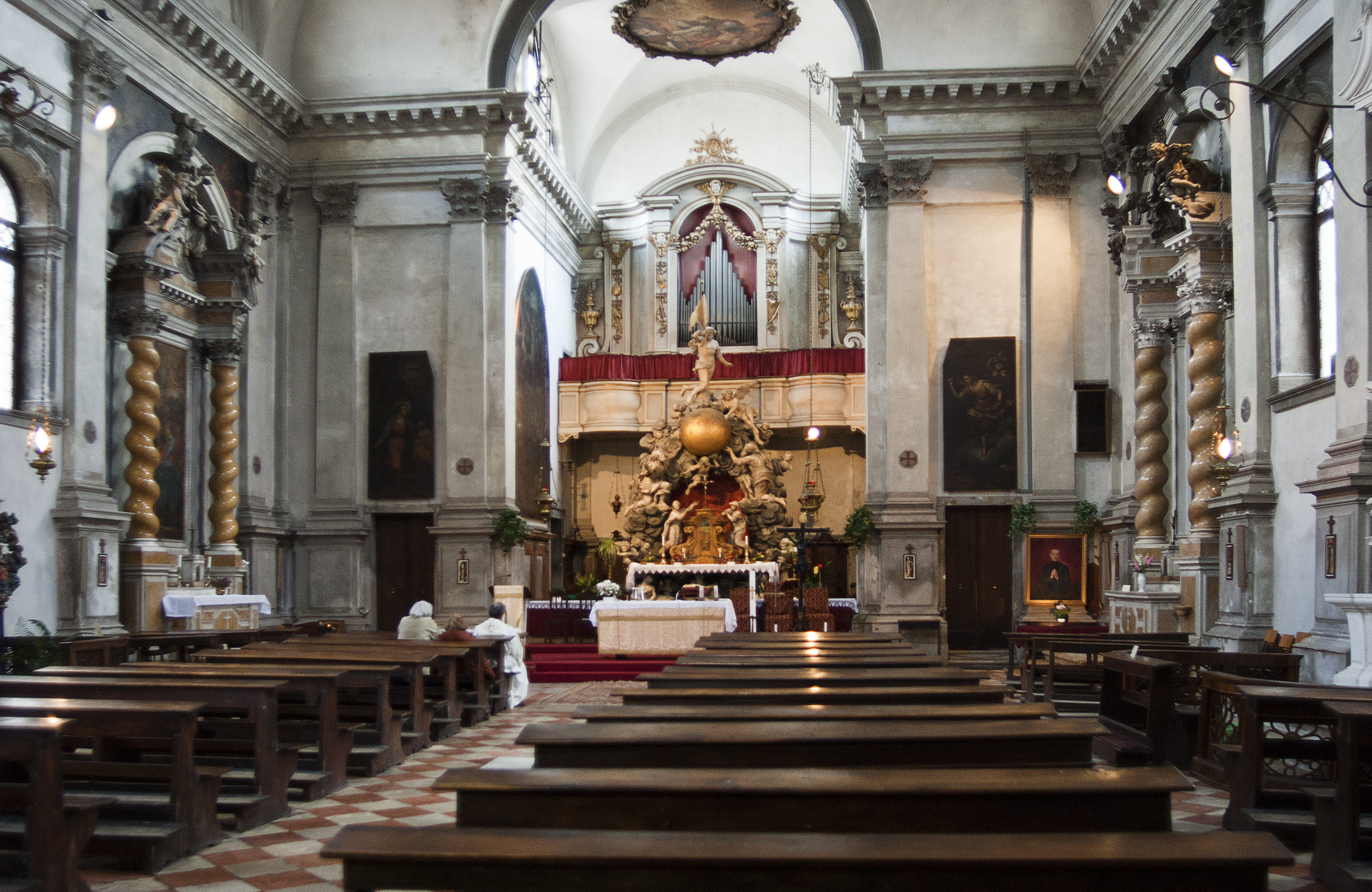
Vue intérieure de San Marziale

### Articles liés
- Liste des églises de Venise